# 伊戈尔·戈查宁
伊戈尔·戈查宁（羅馬化：Igor Gočanin，1966年7月24日—），塞尔维亚男子水球运动员。他曾代表南斯拉夫国家队参加1988年夏季奥林匹克运动会水球比赛，获得一枚金牌。